# Allersberg

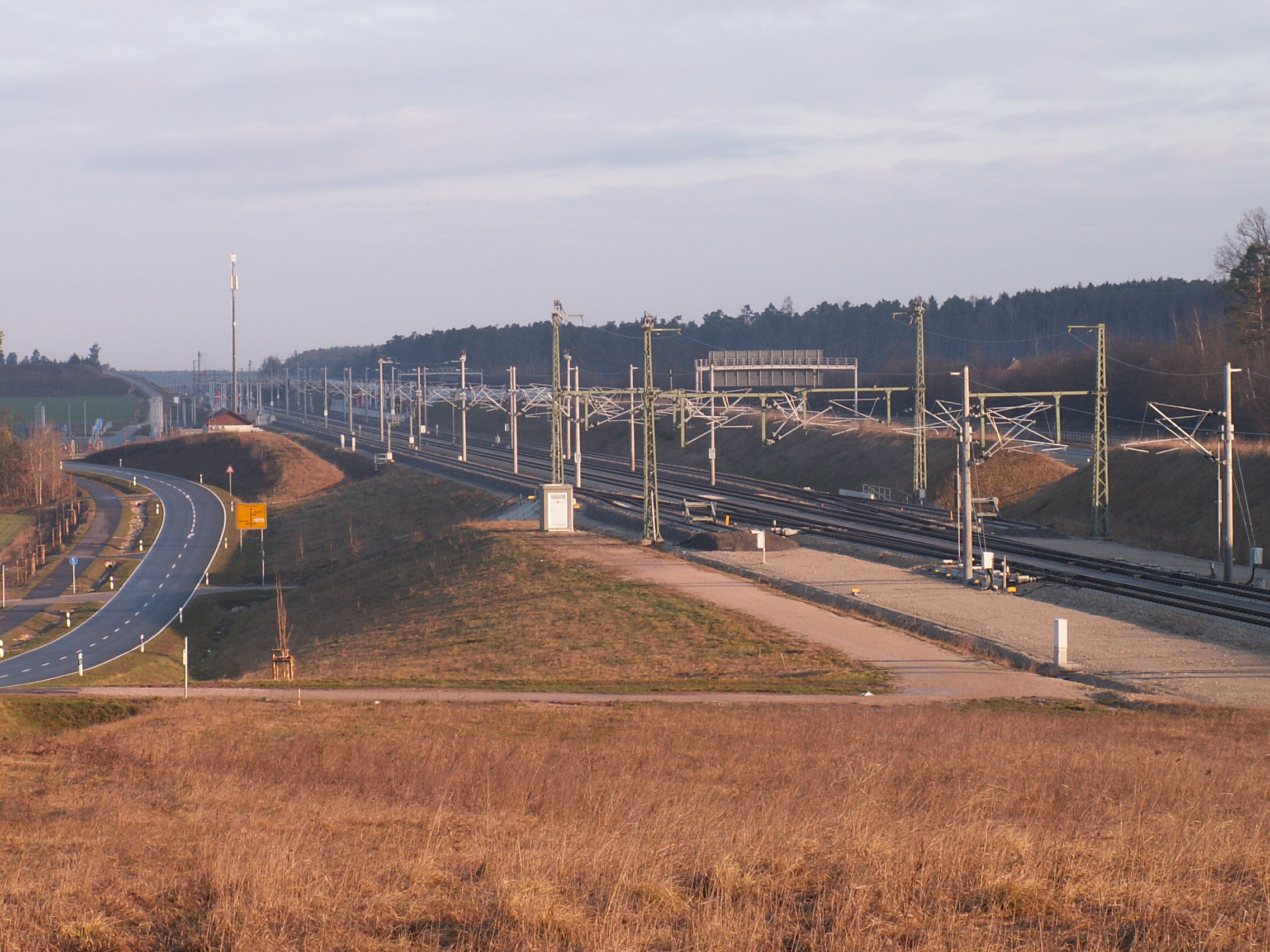
Linia kolejowa, po prawej autostrada

Allersberg – gmina targowa w Niemczech, w kraju związkowym Bawaria, w rejencji Środkowa Frankonia, w regionie Industrieregion Mittelfranken, w powiecie Roth. Leży około 10 km na wschód od Roth, przy autostradzie A9.

## Dzielnice
W skład gminy wchodzą następujące dzielnice: Allersberg, Altenfelden, Brunnau, Ebenried, Göggelsbuch, Lampersdorf, Wagnersmühle, Guggenmühle, Uttenhofen, Eismannsdorf, Eisbühl, Reckenricht, Reckenstetten, Polsdorf, Fischhof, Eppersdorf, Schönbrunn, Appelhof, Harrhof.

## Demografia
| Rok  | Liczba mieszk. |
| 1970 | 6236           |
| 1987 | 6898           |
| 2000 | 7883           |

## Oświata
(na 1999)

W gminie znajduje się 250 miejsc przedszkolnych (274 dzieci) oraz 2 szkoły (44 nauczycieli, 810 uczniów).